# Lista de aeroportos por número de passageiros
Listas relacionados os aeroportos com maior movimento de passageiros, segundo as estatísticas de 2009, 2012, 2014 e 2016.

## 2016[1]
| Pos. | Aeroporto                                         | Localização                       | Código (IATA/ICAO) | Total Passageiros | Mudança Pos. | % mudança |
| ---- | ------------------------------------------------- | --------------------------------- | ------------------ | ----------------- | ------------ | --------- |
| 1    | Aeroporto Internacional de Atlanta                | Atlanta, Georgia, Estados Unidos  | ATL/KATL           | 104 171 935       | Estável      | 2.6%      |
| 2    | Aeroporto Internacional de Pequim                 | Pequim, China                     | PEK/ZBAA           | 94 393 454        | Estável      | 5.0%      |
| 3    | Aeroporto Internacional de Dubai                  | Dubai, Emirados Árabes Unidos     | DXB/OMDB           | 83 654 250        | Estável      | 7.2%      |
| 4    | Aeroporto Internacional de Los Angeles            | Los Angeles, Estados Unidos       | LAX/KLAX           | 80 921 527        | 3            | 8.0%      |
| 5    | Aeroporto Internacional Haneda                    | Tóquio, Japão                     | HND/RJTT           | 79 699 762        | Estável      | 5.8%      |
| 6    | Aeroporto Internacional O'Hare                    | Chicago, Estados Unidos           | ORD/KORD           | 78 327 479        | 2            | 1.8%      |
| 7    | Aeroporto Internacional Heathrow                  | Hillingdon, Reino Unido           | LHR/EGLL           | 75 715 474        | 1            | 1.0%      |
| 8    | Aeroporto Internacional de Hong Kong              | Hong Kong, China                  | HKG/VHHH           | 70 314 462        | Estável      | 3.0%      |
| 9    | Aeroporto Internacional de Xangai Pudong          | Xangai, China                     | PVG/ZSPD           | 66 002 414        | 4            | 9.9%      |
| 10   | Aeroporto Internacional Charles de Gaulle         | Ilha de França, França            | CDG/LFPG           | 65 933 145        | 1            | 0.3%      |
| 11   | Aeroporto Internacional de Dallas-Fort Worth      | Dallas-Fort Worth, Estados Unidos | DFW/KDFW           | 65 670 697        | 1            | 0.2%      |
| 12   | Aeroporto Internacional de Amsterdão Schiphol     | Haarlemmermeer, Países Baixos     | AMS/EHAM           | 63 625 534        | 2            | 9.2%      |
| 13   | Aeroporto Internacional de Frankfurt              | Frankfurt, Alemanha               | FRA/EDDF           | 60 786 937        | 1            | 0.4%      |
| 14   | Aeroporto de Istambul Atatürk                     | Istambul, Turquia                 | IST/LTBA           | 60 248 741        | 3            | 1.7%      |
| 15   | Aeroporto Internacional de Guangzhou Baiyun       | Guangzhou, China                  | CAN/ZGGG           | 59 732 147        | 2            | 8.2%      |
| 16   | Aeroporto Internacional John F. Kennedy           | Nova Iorque, Estados Unidos       | JFK/KJFK           | 58 813 103        | 1            | 3.4%      |
| 17   | Aeroporto Internacional Changi                    | Singapura                         | SIN/WSSS           | 58 698 000        | 1            | 5.9%      |
| 18   | Aeroporto Internacional de Denver                 | Denver, Estados Unidos            | DEN/KDEN           | 58 266 515        | 1            | 7.9%      |
| 19   | Aeroporto Internacional de Incheon                | Incheon, Coreia do Sul            | ICN/RKSI           | 57 849 814        | 3            | 17.1%     |
| 20   | Aeroporto Internacional de Suvarnabhumi           | Banguecoque, Tailândia            | BKK/VTBS           | 55 892 428        | Estável      | 5.7%      |
| 21   | Aeroporto Internacional Indira Gandhi             | Délhi, Índia                      | DEL/VIDP           | 55 631 385        | 4            | 21.0%     |
| 22   | Aeroporto Internacional Soekarno-Hatta            | Jacarta, Indonésia                | CGK/WIII           | 54 969 536        | 4            | 1.7%      |
| 23   | Aeroporto Internacional de São Francisco          | Millbrae, Estados Unidos          | SFO/KSFO           | 53 099 282        | 2            | 6.1%      |
| 24   | Aeroporto Internacional de Kuala Lumpur           | Sepang, Malásia                   | KUL/WMKK           | 52 640 043        | 1            | 7.6%      |
| 25   | Aeroporto Internacional de Barajas                | Madrid, Espanha                   | MAD/LEMD           | 50 397 928        | 1            | 7.7%      |
| 26   | Aeroporto Internacional de Las Vegas              | Las Vegas, Estados Unidos         | LAS/KLAS           | 47 496 614        | Estável      | 4.5%      |
| 27   | Aeroporto Internacional de Chengdu Shuangliu      | Chengdu, Sichuan, China           | CTU/ZUUU           | 46 039 137        | 5            | 9.0%      |
| 28   | Aeroporto Internacional de Seattle-Tacoma         | Seattle, Estados Unidos           | SEA/KSEA           | 45 736 700        | 3            | 8.0%      |
| 29   | Aeroporto Internacional de Chhatrapati Shivaji    | Mumbai, Índia                     | BOM/VABB           | 44 680 555        | 6            | 10.0%     |
| 30   | Aeroporto Internacional de Miami                  | Miami, Flórida, Estados Unidos    | MIA/KMIA           | 44 584 603        | 2            | 0.5%      |
| 31   | Aeroporto Internacional de Charlotte/Douglas      | Charlotte, Estados Unidos         | CLT/KCLT           | 44 422 022        | 4            | 1.0%      |
| 32   | Aeroporto Internacional Pearson de Toronto        | Mississauga, Canadá               | YYZ/CYYZ           | 44 335 198        | 1            | 8.0%      |
| 33   | Aeroporto de Barcelona-El Prat                    | Barcelona, Espanha                | BCN/LEBL           | 44 131 031        | 7            | 11.2%     |
| 34   | Aeroporto Internacional de Phoenix                | Phoenix, Estados Unidos           | PHX/KPHX           | 43 302 381        | 5            | 1.7%      |
| 35   | Aeroporto de Londres Gatwick                      | Crawley, Reino Unido              | LGW/EGKK           | 43 136 795        | 2            | 7.1%      |
| 36   | Aeroporto Internacional de Taiwan Taoyuan         | Taoyuan, Taiwan                   | TPE/RCTP           | 42 296 322        | 8            | 9.9%      |
| 37   | Aeroporto de Munique-Franz Josef Strauss          | Munique, Alemanha                 | MUC/EDDM           | 42 261 309        | 3            | 3.1%      |
| 38   | Aeroporto Internacional de Sydney                 | Sydney, Austrália                 | SYD/YSSY           | 41 985 810        | Estável      | 5.2%      |
| 39   | Aeroporto Internacional de Kunming Changshui      | Kunming, China                    | KMG/ZPPP           | 41 975 090        | 1            | 5.7%      |
| 40   | Aeroporto Internacional de Shenzhen Bao'an        | Shenzhen, Guangdong, China        | SZX/ZGSZ           | 41 975 090        | 1            | 5.7%      |
| 41   | Aeroporto Internacional de Orlando                | Orlando Estados Unidos            | MCO/KMCO           | 41 923 399        | 2            | 8.0%      |
| 42   | Aeroporto Internacional de Roma                   | Roma, Itália                      | FCO/LIRF           | 41 738 662        | 6            | 3.3%      |
| 43   | Aeroporto Internacional de Houston                | Houston, Estados Unidos           | IAH/KIAH           | 41 622 594        | 13           | 3.3%      |
| 44   | Aeroporto Internacional da Cidade do México       | Cidade do México, México          | MEX/MMMX           | 41 410 254        | 1            | 7.8%      |
| 45   | Aeroporto Internacional de Xangai Hongqiao        | Xangai, China                     | SHA/ZSSS           | 40 460 135        | 3            | 3.5%      |
| 46   | Aeroporto Internacional de Newark                 | Newark, Estados Unidos            | EWR/KEWR           | 40 289 969        | 1            | 7.4%      |
| 47   | Aeroporto Internacional de Manila                 | Pasay/Parañaque, Filipinas        | MNL/RPLL           | 39 534 991        | 2            | 8.1%      |
| 48   | Aeroporto Internacional de Narita                 | Narita, Japão                     | NRT/RJAA           | 39 000 563        | Estável      | 4.7%      |
| 49   | Aeroporto Internacional de Minneapolis-Saint Paul | Minneapolis, Estados Unidos       | MSP/KMSP           | 37 413 728        | 1            | 2.3%      |
| 50   | Aeroporto Internacional de Hamad                  | Doha, Catar                       | DOH/OTHH           | 37 283 987        | Aumento      | 20.2%     |

## 2014[2]
| Pos. | Aeroporto                                         | Localização                       | Código (IATA/ICAO) | Total Passageiros | Mudança Pos. | % mudança |
| ---- | ------------------------------------------------- | --------------------------------- | ------------------ | ----------------- | ------------ | --------- |
| 1    | Aeroporto Internacional de Atlanta                | Atlanta, Georgia, Estados Unidos  | ATL/KATL           | 96 178 899        | Estável      | 1.9%      |
| 2    | Aeroporto Internacional de Pequim                 | Pequim, China                     | PEK/ZBAA           | 86 130 390        | Estável      | 2.9%      |
| 3    | Aeroporto Internacional Heathrow                  | Hillingdon, Reino Unido           | LHR/EGLL           | 73 408 422        | Estável      | 1.4%      |
| 4    | Aeroporto Internacional Haneda                    | Tóquio, Japão                     | HND/RJTT           | 72 826 862        | Estável      | 5.8%      |
| 5    | Aeroporto Internacional de Los Angeles            | Los Angeles, Estados Unidos       | LAX/KLAX           | 70 665 472        | 1            | 6.0%      |
| 6    | Aeroporto Internacional de Dubai                  | Dubai, Emirados Árabes Unidos     | DXB/OMDB           | 70 475 636        | 1            | 6.1%      |
| 7    | Aeroporto Internacional O'Hare                    | Chicago, Estados Unidos           | ORD/KORD           | 70 015 746        | 2            | 4.4%      |
| 8    | Aeroporto Internacional Charles de Gaulle         | Ilha de França, França            | CDG/LFPG           | 63 808 796        | Estável      | 2.8%      |
| 9    | Aeroporto Internacional de Dallas-Fort Worth      | Dallas-Fort Worth, Estados Unidos | DFW/KDFW           | 63 523 489        | Estável      | 5.1%      |
| 10   | Aeroporto Internacional de Hong Kong              | Hong Kong, China                  | HKG/VHHH           | 63 148 379        | 1            | 6.0%      |
| 11   | Aeroporto Internacional de Frankfurt              | Frankfurt, Alemanha               | FRA/EDDF           | 59 566 132        | 1            | 2.6%      |
| 12   | Aeroporto Internacional Soekarno-Hatta            | Jacarta, Indonésia                | CGK/WIII           | 57 005 406        | 2            | 4.8%      |
| 13   | Aeroporto de Istambul Atatürk                     | Istambul, Turquia                 | IST/LTBA           | 56 767 108        | 5            | 10.7%     |
| 14   | Aeroporto Internacional de Amsterdão Schiphol     | Haarlemmermeer, Países Baixos     | AMS/EHAM           | 54 978 023        | Estável      | 4.6%      |
| 15   | Aeroporto Internacional de Guangzhou Baiyun       | Guangzhou, China                  | CAN/ZGGG           | 54 780 346        | 1            | 4.4%      |
| 16   | Aeroporto Internacional Changi                    | Singapura                         | SIN/WSSS           | 51,181,804        | 3            | 0.7%      |
| 17   | Aeroporto Internacional John F. Kennedy           | Nova Iorque, Estados Unidos       | JFK/KJFK           | 53 635 346        | 2            | 6.4%      |
| 18   | Aeroporto Internacional de Denver                 | Denver, Estados Unidos            | DEN/KDEN           | 53 472 514        | 2            | 1.7%      |
| 19   | Aeroporto Internacional de Xangai Pudong          | Xangai, China                     | PVG/ZSPD           | 51 651 800        | 2            | 9.5%      |
| 20   | Aeroporto Internacional de Kuala Lumpur           | Sepang, Malásia                   | KUL/WMKK           | 48 932 471        | Estável      | 3.0%      |
| 21   | Aeroporto Internacional de São Francisco          | Millbrae, Estados Unidos          | SFO/KSFO           | 47 114 611        | 1            | 4.8%      |
| 22   | Aeroporto Internacional de Suvarnabhumi           | Banguecoque, Tailândia            | BKK/VTBS           | 46 423 352        | 5            | 9.6%      |
| 23   | Aeroporto Internacional de Incheon                | Incheon, Coreia do Sul            | ICN/RKSI           | 45 662 322        | 2            | 9.6%      |
| 24   | Aeroporto Internacional de Charlotte/Douglas      | Charlotte, Estados Unidos         | CLT/KCLT           | 44 333 475        | 2            | 5.6%      |
| 25   | Aeroporto Internacional de Las Vegas              | Las Vegas, Estados Unidos         | LAS/KLAS           | 42 869 517        | 1            | 2.4%      |
| 26   | Aeroporto Internacional de Phoenix                | Phoenix, Estados Unidos           | PHX/KPHX           | 42 125 212        | 1            | 4.5%      |
| 27   | Aeroporto Internacional de Barajas                | Madrid, Espanha                   | MAD/LEMD           | 41 815 261        | 2            | 5.3%      |
| 28   | Aeroporto Internacional de Houston                | Houston, Estados Unidos           | IAH/KIAH           | 41 194 558        | Estável      | 3.3%      |
| 29   | Aeroporto Internacional de Miami                  | Miami, Flórida, Estados Unidos    | MIA/KMIA           | 40 941 879        | 3            | 0.9%      |
| 30   | Aeroporto Internacional de São Paulo-Guarulhos    | Guarulhos, Brasil                 | GRU/SBGR           | 39 773 716        | 3            | 9.2%      |
| 31   | Aeroporto Internacional Indira Gandhi             | Délhi, Índia                      | DEL/VIDP           | 39 752 819        | 1            | 8.4%      |
| 32   | Aeroporto de Munique-Franz Josef Strauss          | Munique, Alemanha                 | MUC/EDDM           | 39 700 515        | 2            | 2.7%      |
| 33   | Aeroporto Internacional de Sydney                 | Sydney, Austrália                 | SYD/YSSY           | 38 863 380        | 2            | 1.6%      |
| 34   | Aeroporto Internacional Pearson de Toronto        | Mississauga, Canadá               | YYZ/CYYZ           | 38 569 088        | 1            | 6.8%      |
| 35   | Aeroporto Internacional de Roma                   | Roma, Itália                      | FCO/LIRF           | 38 506 467        | 1            | 6.5%      |
| 36   | Aeroporto de Londres Gatwick                      | Crawley, Reino Unido              | LGW/EGKK           | 38 105 747        | 1            | 7.5%      |
| 37   | Aeroporto Internacional de Xangai Hongqiao        | Xangai, China                     | SHA/ZSSS           | 37 971 135        | 1            | 6.7%      |
| 38   | Aeroporto Internacional de Chengdu Shuangliu      | Chengdu, Sichuan, China           | CTU/ZUUU           | 37 712 357        | 6            | 12.8%     |
| 39   | Aeroporto de Barcelona-El Prat                    | Barcelona, Espanha                | BCN/LEBL           | 37 540 326        | Estável      | 6.7%      |
| 40   | Aeroporto Internacional de Seattle-Tacoma         | Seattle, Estados Unidos           | SEA/KSEA           | 37 497 941        | 2            | 7.8%      |
| 41   | Aeroporto Internacional de Shenzhen Bao'an        | Shenzhen, Guangdong, China        | SZX/ZGSZ           | 36 272 701        | 6            | 12.4%     |
| 42   | Aeroporto Internacional de Taiwan Taoyuan         | Taoyuan, Taiwan                   | MEL/YMML           | 35 804 465        | 9            | 11.2%     |
| 43   | Aeroporto Internacional de Orlando                | Orlando Estados Unidos            | MCO/KMCO           | 35 714 091        | 2            | 2.%       |
| 44   | Aeroporto Internacional de Newark                 | Newark, Estados Unidos            | EWR/KEWR           | 35 610 759        | 4            | 1.7%      |
| 45   | Aeroporto Internacional de Narita                 | Narita, Japão                     | NRT/RJAA           | 35 535 206        | 7            | 7.6%      |
| 46   | Aeroporto Internacional de Minneapolis-Saint Paul | Minneapolis, Estados Unidos       | MSP/KMSP           | 35 147 083        | 3            | 3.7%      |
| 47   | Aeroporto Internacional de Chhatrapati Shivaji    | Mumbai, Índia                     | BOM/VABB           | 34 993 738        | 1            | 9.6%      |
| 48   | Aeroporto Internacional da Cidade do México       | Cidade do México, México          | MEX/MMMX           | 34 255 739        | 1            | 8.6%      |
| 49   | Aeroporto Internacional de Manila                 | Pasay/Parañaque, Filipinas        | MNL/RPLL           | 34 015 169        | 4            | 3.5%      |
| 50   | Aeroporto Internacional Domodedovo                | Domodedovo, Rússia                | DME/UUDD           | 33 108 047        | Estável      | 7.3%      |

## 2012
| Pos. | Aeroporto                                         | Localização                                                             | Código (IATA/ICAO) | Total Passageiros | Mudança Pos. | % mudança |
| ---- | ------------------------------------------------- | ----------------------------------------------------------------------- | ------------------ | ----------------- | ------------ | --------- |
| 1.   | Aeroporto Internacional de Atlanta                | Atlanta, Georgia, Estados Unidos                                        | ATL/KATL           | 95,462,867        | Estável      | 3.3%      |
| 2.   | Aeroporto Internacional de Pequim                 | Chaoyang, Pequim, R.P. China                                            | PEK/ZBAA           | 81,929,689        | Estável      | 4.5%      |
| 3.   | Aeroporto Internacional Heathrow                  | Hillingdon, Londres, Reino Unido                                        | LHR/EGLL           | 70,038,857        | Estável      | 0.9%      |
| 4.   | Aeroporto Internacional Haneda                    | Ōta, Tóquio, Japão                                                      | HND/RJTT           | 67,788,722        | 1            | 8.3%      |
| 5.   | Aeroporto Internacional O'Hare                    | Chicago, Illinois, Estados Unidos                                       | ORD/KORD           | 67,091,391        | 1            | 0.4%      |
| 6.   | Aeroporto Internacional de Los Angeles            | Los Angeles, Califórnia, Estados Unidos                                 | LAX/KLAX           | 63,687,544        | Estável      | 3.0%      |
| 7.   | Aeroporto Internacional Charles de Gaulle         | Roissy-en-France, Tremblay-en-France, Mitry-Mory, Île-de-France, França | CDG/LFPG           | 61,611,934        | Estável      | 1.1%      |
| 8.   | Aeroporto Internacional de Dallas-Fort Worth      | Dallas-Fort Worth, Texas, Estados Unidos                                | DFW/KDFW           | 58,591,842        | Estável      | 1.4%      |
| 9.   | Aeroporto Internacional Soekarno-Hatta            | Cengkareng, Tangerang, Banten, Indonésia                                | CGK/WIII           | 57,730,732        | 3            | 14.4%     |
| 10.  | Aeroporto Internacional de Dubai                  | Garhoud, Dubai, Emirados Árabes Unidos                                  | DXB/OMDB           | 57,684,550        | 3            | 13.2%     |
| 11.  | Aeroporto Internacional de Frankfurt              | Frankfurt, Hesse, Alemanha                                              | FRA/EDDF           | 57,520,001        | 2            | 1.9%      |
| 12.  | Aeroporto Internacional de Hong Kong              | Chek Lap Kok, Hong Kong, R.P. China                                     | HKG/VHHH           | 56,064,248        | 2            | 5.2%      |
| 13.  | Aeroporto Internacional de Denver                 | Denver, Colorado, Estados Unidos                                        | DEN/KDEN           | 53,156,278        | 2            | 0.6%      |
| 14.  | Aeroporto Internacional de Suvarnabhumi           | Bang Phli, Samut Prakan, Tailândia                                      | BKK/VTBS           | 53,002,328        | 2            | 10.6%     |
| 15.  | Aeroporto Internacional Changi                    | Changi, Leste de Singapura, Singapura                                   | SIN/WSSS           | 51,181,804        | 3            | 10.0%     |
| 16.  | Aeroporto Internacional de Amsterdão Schiphol     | Haarlemmermeer, Holanda do Norte, Países Baixos                         | AMS/EHAM           | 51,035,590        | 2            | 2.6%      |
| 17.  | Aeroporto Internacional John F. Kennedy           | Queens, Nova Iorque, Nova Iorque, Estados Unidos                        | JFK/KJFK           | 49,293,587        | Estável      | 3.1%      |
| 18.  | Aeroporto Internacional de Guangzhou Baiyun       | Huadu, Guangzhou, Guangdong, R.P. China                                 | CAN/ZGGG           | 48,548,430        | 1            | 7.8%      |
| 19.  | Aeroporto Internacional de Barajas                | Madrid, Espanha                                                         | MAD/LEMD           | 45,175,501        | 4            | 9.0%      |
| 20.  | Aeroporto de Istambul Atatürk                     | Istambul, Turquia                                                       | IST/LTBA           | 44,992,420        | 10           | 20.1%     |
| 21.  | Aeroporto Internacional de Xangai Pudong          | Pudong, Xangai, R.P. China                                              | PVG/ZSPD           | 44,880,164        | Estável      | 8.3%      |
| 22.  | Aeroporto Internacional de São Francisco          | Condado de San Mateo, Califórnia, Estados Unidos                        | SFO/KSFO           | 44,431,894        | Estável      | 8.6%      |
| 23.  | Aeroporto Internacional de Las Vegas              | Las Vegas, Nevada, Estados Unidos                                       | LAS/KLAS           | 41,666,527        | 4            | 0.5%      |
| 24.  | Aeroporto Internacional de Charlotte/Douglas      | Charlotte, Carolina do Norte, Estados Unidos                            | CLT/KCLT           | 41,226,035        | 2            | 5.6%      |
| 25.  | Aeroporto Internacional de Phoenix                | Phoenix, Arizona, Estados Unidos                                        | PHX/KPHX           | 40,452,009        | 2            | 0.3%      |
| 26.  | Aeroporto Internacional de Houston                | Houston, Texas, Estados Unidos                                          | IAH/KIAH           | 40,022,736        | 2            | 0.5%      |
| 27.  | Aeroporto Internacional de Kuala Lumpur           | Sepang, Selangor, Malásia                                               | KUL/WMKK           | 39,887,866        | 1            | 6.6%      |
| 28.  | Aeroporto Internacional de Miami                  | Condado de Miami-Dade, Flórida, Estados Unidos                          | MIA/KMIA           | 39,467,444        | 2            | 3.0%      |
| 29.  | Aeroporto Internacional de Incheon                | Incheon, Coreia do Sul                                                  | ICN/RKSI           | 39,154,375        | 4            | 11.3%     |
| 30.  | Aeroporto de Munique-Franz Josef Strauss          | Munique, Baviera, Alemanha                                              | MUC/EDDM           | 38,360,604        | 3            | 1.6%      |
| 31.  | Aeroporto Internacional de Sydney                 | Sydney, Nova Gales do Sul, Austrália                                    | SYD/YSSY           | 37,342,798        | Estável      | 3.7%      |
| 32.  | Aeroporto Internacional de Roma                   | Fiumicino, Roma, Itália                                                 | FCO/LIRF           | 36,980,161        | 3            | 1.8%      |
| 33.  | Aeroporto Internacional de Orlando                | Orlando, Flórida, Estados Unidos                                        | MCO/KMCO           | 35,214,430        | 1            | 0.4%      |
| 34.  | Aeroporto de Barcelona-El Prat                    | Barcelona, Catalunha, Espanha                                           | BCN/LEBL           | 35,131,771        | 1            | 2.2%      |
| 35.  | Aeroporto Internacional Pearson de Toronto        | Mississauga, Ontário, Canadá                                            | YYZ/CYYZ           | 34,912,456        | 3            | 4.4%      |
| 36.  | Aeroporto de Londres Gatwick                      | Crawley, West Sussex, Inglaterra, Reino Unido                           | LGW/EGKK           | 34,222,405        | Estável      | 1.7%      |
| 37.  | Aeroporto Internacional Indira Gandhi             | Délhi, Índia                                                            | DEL/VIDP           | 34,211,608        | 3            | 1.5%      |
| 38.  | Aeroporto Internacional de Newark                 | Newark, Nova Jérsei, Estados Unidos                                     | EWR/KEWR           | 33,993,962        | 1            | 0.9%      |
| 39.  | Aeroporto Internacional de Xangai Hongqiao        | Changning, Xangai, R.P. China                                           | SHA/ZSSS           | 33,828,726        | Estável      | 2.2%      |
| 40.  | Aeroporto Internacional de Seattle-Tacoma         | Seattle, Washington, Estados Unidos                                     | SEA/KSEA           | 33,219,723        | 1            | 1.2%      |
| 41.  | Aeroporto Internacional de Minneapolis-Saint Paul | Fort Snelling, Minnesota, Estados Unidos                                | MSP/KMSP           | 33,125,768        | 1            | 0.2%      |
| 42.  | Aeroporto Internacional de Narita                 | Narita, Chiba, Japão                                                    | NRT/RJAA           | 32,874,530        | 9            | 17.2%     |
| 43.  | Aeroporto Internacional de Guarulhos              | Guarulhos, São Paulo, Brasil                                            | GRU/SBGR           | 32,477,646        | 2            | 6.9%      |
| 44.  | Aeroporto Metropolitano de Detroit Wayne County   | Detroit, Michigan, Estados Unidos                                       | DTW/KDTW           | 32,205,358        | 2            | 0.7%      |
| 45.  | Aeroporto Internacional de Manila                 | Pasay/Parañaque, Grande Manila, Filipinas                               | MNL/RPLL           | 31,878,935        | 1            | 7.9%      |
| 46.  | Aeroporto Internacional de Chengdu Shuangliu      | Shuangliu, Chengdu, Sichuan, R.P. China                                 | CTU/ZUUU           | 31,599,353        | 1            | 8.7%      |
| 47.  | Aeroporto Internacional de Filadélfia             | Filadélfia, Pensilvânia, Estados Unidos                                 | PHL/KPHI           | 30,228,596        | 4            | 2.0%      |
| 48.  | Aeroporto Internacional de Chhatrapati Shivaji    | Mumbai, Maharashtra, Índia                                              | BOM/VABB           | 30,038,696        | 4            | 1.3%      |
| 49.  | Aeroporto Internacional de Shenzhen Bao'an        | Bao'an, Shenzhen, Guangdong, R.P. China                                 | SZX/ZGSZ           | 29,569,725        | Estável      | 4.7%      |
| 50.  | Aeroporto de Melbourne                            | Melbourne, Vitória, Austrália                                           | MEL/YMML           | 29,431,084        | Estável      | 4.9%      |

## 2009 (Janeiro a Novembro)
| Ordem | Cidade            | Passageiros | Aeroporto                                     | País                   |
| ----- | ----------------- | ----------- | --------------------------------------------- | ---------------------- |
| 1     | Atlanta           | 81 063 638  | Aeroporto Internacional de Atlanta            | Estados Unidos         |
| 2     | Londres           | 60 708 301  | Aeroporto Internacional Heathrow              | Reino Unido            |
| 3     | Pequim            | 59 979 434  | Aeroporto Internacional de Pequim             | China                  |
| 4     | Chicago           | 59 373 194  | Aeroporto Internacional O'Hare                | Estados Unidos         |
| 5     | Tóquio            | 57 031 440  | Aeroporto Internacional Haneda                | Japão                  |
| 6     | Paris             | 53 459 723  | Aeroporto Internacional Charles de Gaulle     | França                 |
| 7     | Los Angeles       | 58 070 000  | Aeroporto Internacional de Los Angeles        | Estados Unidos         |
| 8     | Dallas/Fort Worth | 51 425 817  | Aeroporto Internacional de Dallas-Fort Worth  | Estados Unidos         |
| 9     | Frankfurt         | 47 088 077  | Aeroporto Internacional de Frankfurt          | Alemanha               |
| 10    | Denver            | 46 164 063  | Aeroporto Internacional de Denver             | Estados Unidos         |
| 11    | Madrid            | 44 523 901  | Aeroporto Internacional de Barajas            | Espanha                |
| 12    | Hong Kong         | 41 428 500  | Aeroporto Internacional de Hong Kong          | Hong Kong              |
| 13    | Nova Iorque       | 41 326 599  | Aeroporto Internacional John F. Kennedy       | Estados Unidos         |
| 14    | Amesterdão        | 40 463 288  | Aeroporto Internacional de Amsterdão Schiphol | Países Baixos          |
| 15    | Las Vegas         | 37 357 928  | Aeroporto Internacional de Las Vegas          | Estados Unidos         |
| 16    | Dubai             | 37 085 392  | Aeroporto Internacional de Dubai              | Emirados Árabes Unidos |
| 17    | Houston           | 36 502 345  | Aeroporto Internacional de Houston            | Estados Unidos         |
| 18    | Bangkok           | 36 415 935  | Aeroporto Internacional de Suvarnabhumi       | Tailândia              |
| 19    | Phoenix           | 34 586 265  | Aeroporto Internacional de Phoenix            | Estados Unidos         |
| 20    | San Francisco     | 34 302 399  | Aeroporto Internacional de San Francisco      | Estados Unidos         |
| 21    | Guangzhou         | 33 914 498  | Aeroporto Internacional de Guangzhou Baiyun   | China                  |
| 22    | Singapura         | 33 371 650  | Aeroporto Internacional Changi                | Singapura              |
| 23    | Guarulhos         | 32 894 925  | Aeroporto Internacional de Guarulhos          | Brasil                 |
| 24    | Charlotte         | 31 773 748  | Aeroporto Internacional de Charlotte/Douglas  | Estados Unidos         |
| 25    | Roma              | 31 208 489  | Aeroporto Internacional de Roma               | Itália                 |
| 26    | Orlando           | 30 894 841  | Aeroporto Internacional de Orlando            | Estados Unidos         |
| 27    | Miami             | 30 862 609  | Aeroporto Internacional de Miami              | Estados Unidos         |
| 28    | Newark            | 30 695 438  | Aeroporto Internacional de Newark             | Estados Unidos         |
| 29    | Sydney            | 30 350 283  | Aeroporto Internacional de Sydney             | Austrália              |
| 30    | Jacarta           | 30 344 036  | Aeroporto Internacional Soekarno-Hatta        | Indonésia              |